# Rose Caron
Pour les articles homonymes, voir Caron et Meunier.
Répertoire
- Marguerite du Faust de Gounod
- Elsa dans Lohengrin de Wagner
- Brünnehilde dans Sigurd d'Ernest Reyer

Rose Lucile Meunier, dite Rose Caron, née le 17 novembre 1857 à Monnerville et morte le 10 avril 1930 à Paris 8e est une cantatrice française fameuse notamment pour ses interprétations du répertoire wagnérien.

## Biographie

### Vie personnelle

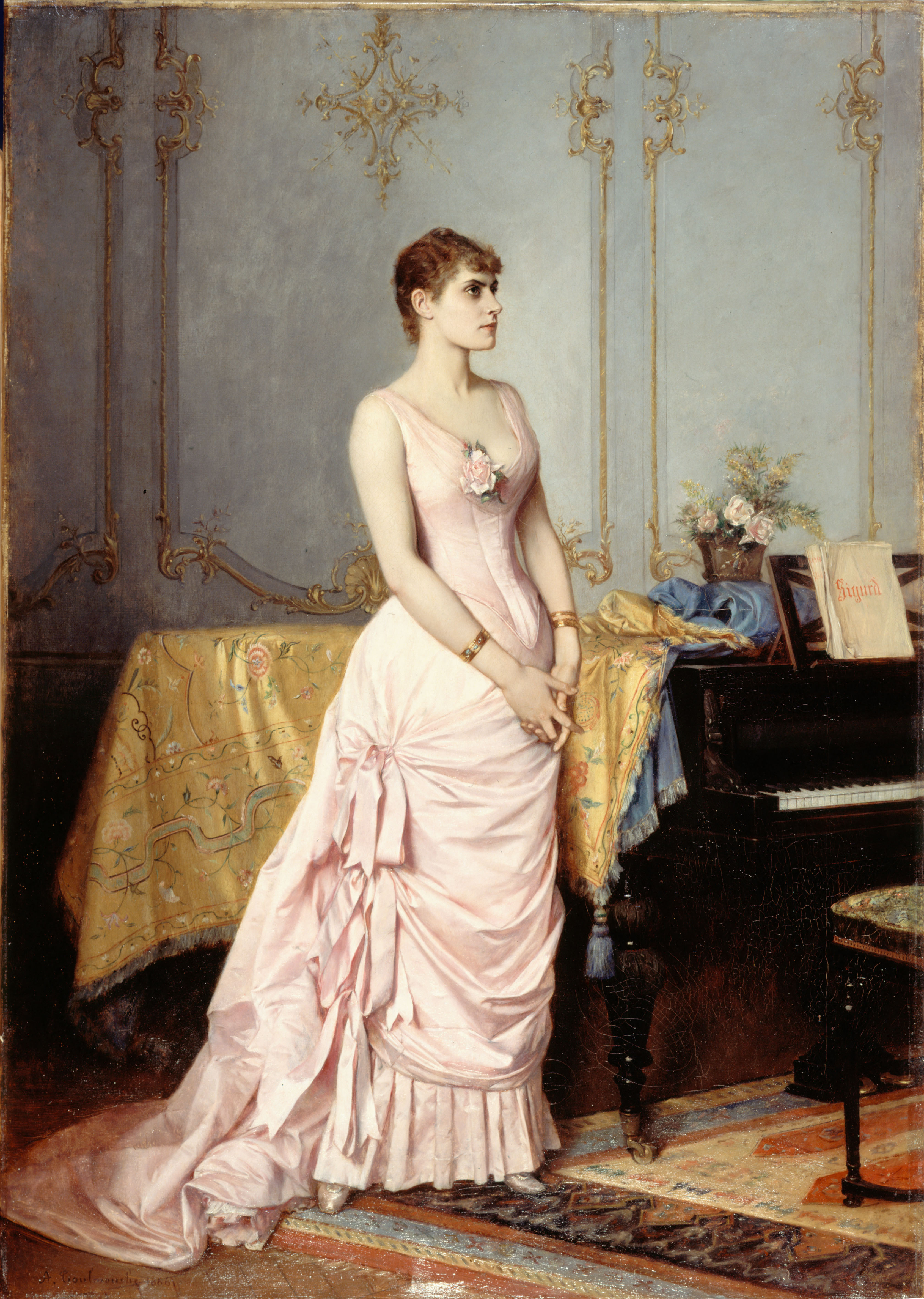
Portrait de Rose Caron par Auguste Toulmouche.

Rose Lucile Meunier est originaire de Monnerville dans l'Essonne, d'une famille modeste puisque ses deux parents sont maraîchers. Elle épouse très jeune Benoni Caron, un pianiste atteint d'une déformation dorsale, ce dernier lui donne l'occasion de monter à Paris mais elle restera attachée à son village d'origine alternant les séjours dans sa demeure familiale à Monnerville (l'ancienne auberge du Cygne) et son appartement à Paris, 4 square du Roule.
Séparée depuis longtemps de son mari, elle divorce en 1886 tout en conservant son nom au théâtre.
Brune, jolie, élancée, elle exerce un certain envoûtement sur ses nombreux admirateurs et son succès lui permet de côtoyer les grands de ce monde. Son charme est grand et reste intact au fil des ans et c'est ainsi qu'autour de la cinquantaine elle rencontre Georges Clemenceau dont elle sera la compagne, l'amie dévouée et fidèle, peut-être même la conseillère.
En 1878, elle eut une fille, Hélène Pauline, qui  épousa en 1908 Georges Victor Sorlin, directeur de banque et qui, en 1920, habitait 53, avenue des Ternes à Paris. En 1911, elle donna à sa mère une petite-fille, Rose-Marie, morte d’une péritonite en août 1929 ; de ce décès, Rose Caron garda une grande douleur.

Portrait de Mlle Rose Caron
Edgar Degas, vers 1892
Galerie d'art Albright-Knox, Buffalo

Elle a également été la maîtresse de Théophile Delcassé. 
En 1895, le peintre Antonio de La Gandara réalisa un portrait d'elle qui fut exposé au Salon de la Société nationale des Beaux-arts cette même année. Le tableau n'est pas localisé à ce jour. 
Rose Caron est faite chevalière de la Légion d'honneur en 1905 par le sous-secrétaire d'État aux Beaux-arts Étienne Dujardin-Beaumetz lors de la cérémonie de remise des prix au Conservatoire de Paris.
Elle meurt à Paris le 10 avril 1930 à 72 ans, quelques mois après Georges Clemenceau (24 novembre 1929), et est enterrée au cimetière de Monnerville dans le caveau familial.
Sur son acte de décès, il est mentionné qu'elle est membre du Conseil supérieur du Conservatoire de Paris et chevalier de la Légion d'honneur.

### Vie professionnelle
Cantatrice classique douée d'une belle voix de soprano et d'un joli physique, elle entre au Conservatoire de Paris en 1875. Elle étudie aussi ensuite avec Jules Massenet puis avec Marie Sasse, elle-même grande tragédienne lyrique.
En 1878, elle termine sa scolarité au Conservatoire de Paris et obtient un deuxième prix en chant et un premier accessit en opéra.
Elle débute aux concerts Pasdeloup en 1879 ou elle chante le rôle d'Elsa dans Lohengrin de Wagner puis elle rejoint les chœurs du théâtre de la Monnaie à Bruxelles en 1882 ou elle se fait remarquer dans le rôle de Marguerite du Faust de Gounod, et Valentine des Huguenots de Meyerbeer. 
En 1885, elle crée le rôle de Brünnehilde dans Sigurd d'Ernest Reyer et rencontre un très grand succès à tel point que l'auteur, Ernest Reyer, demanda spécifiquement que le rôle de Brünnehilde soit confié à Rose Caron lorsque le directeur de l’Académie nationale de musique de l'Opéra de Paris veut monter son œuvre à Paris.
Elle rejoint l'Opéra de Paris de 1885 à 1887 et participe à de nombreuses créations telle Salammbô de Reyer, puis repart vers le théâtre de la Monnaie à Bruxelles en novembre 1887. 
Pour ce rôle-titre, Alfons Mucha la représenta sur une "séduisante affiche, couverte de mystérieuses parures pseudo-orientales" (Potez; cf. la lithographie de 1896 reproduite par Ellridge dans Mucha - Le triomphe du Modern style).
En 1888, elle crée le rôle de Laurence dans l'opéra Jocelyn de Benjamin Godard, œuvre tirée d'un poème de Lamartine refusée à l'Opéra de Paris et qui sera créée au théâtre de la Monnaie à Bruxelles.
Son départ de l'Opéra Garnier empêcha tout d'abord Verdi de faire représenter son Otello à Paris, car le maître ne pouvant imaginer d'autre cantatrice que Rose Caron pour le rôle de Desdémone, elle créera néanmoins le rôle le 12 octobre 1894.
Elle fait aussi un court séjour à l'Opéra-comique où elle rencontre le succès dans Iphigénie en Tauride et Orphée de Gluck. 
Elle quitte la scène en 1902 et se concentre ensuite sur l'enseignement du chant au Conservatoire national supérieur de Paris.

## Décoration
- Chevalière de la Légion d'honneur (22 juillet 1906)[6]

## Galerie d'images

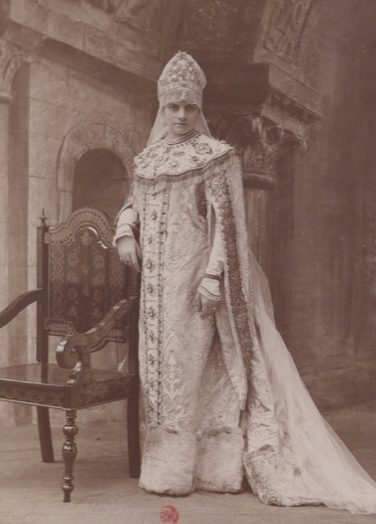
Rose Caron dans l'Opéra Fêtes russes (Atelier Nadar)
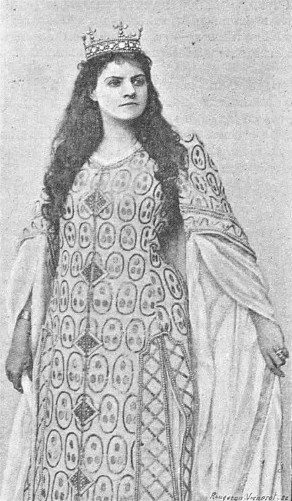
Dans le rôle d'Elsa de Lohengrin de Richard Wagner, photo de Benque et Cie, 1891.
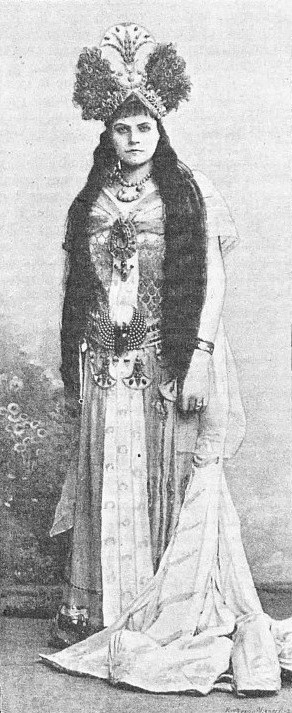
Dans le rôle de Salammbô de Salammbô d'Ernest Reyer, photo de Benque et Cie, 1892.
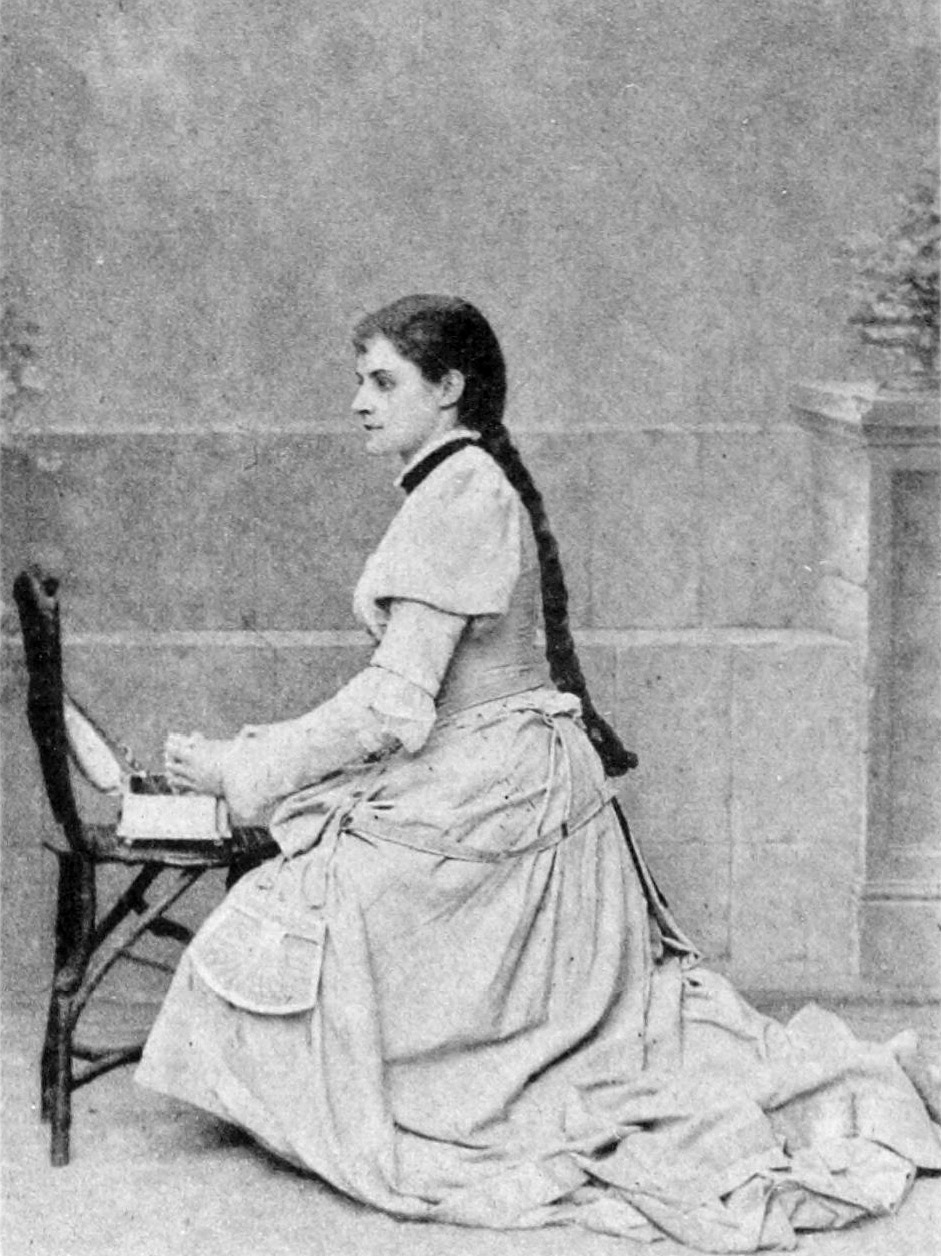
Dans le rôle de Marguerite de Faust de Charles Gounod, photo de Aimé Dupont, 1894.